# Azacualpa (Honduras)
Ne doit pas être confondu avec Azacualpa (Salvador).
Azacualpa est une municipalité du Honduras, située dans le département de Santa Bárbara. La municipalité comprend 10 villages et 55 hameaux. Elle est fondée en 1960.

## Source de la traduction
- (en) Cet article est partiellement ou en totalité issu de l’article de Wikipédia en anglais intitulé « Azacualpa » (voir la liste des auteurs).